# Lista de bairros de Belo Horizonte
Esta é uma lista contendo os todos os bairros e territórios do município de Belo Horizonte, capital do estado de Minas Gerais. Conforme levantamento da Embrapa no "trabalho de identificação, mapeamento e quantificação das áreas urbanas do Brasil", em 2015 Belo Horizonte possuía area urbana de 314 km². Assim, considerando a área total do município, que é de 331 km², em relação a sua área urbana, o município tem 95% de seu território urbanizado.
Segundo informações da a prefeitura da cidade, em 2021 Belo Horizonte possui ao todo 487 bairros, onde estão distribuidos 15.992 logradouros, dentro os quais há exatamente 11.479 ruas.  Os demais tipos de logradoruros incluem avenidas, estradas, túneis, becos, dentre outros, sendo que destes, os becos totalizam 2.635, número em constante constante alteração a medida em que novas ocupações vão sendo descobertas no município.

## Subdivisões de Belo Horizonte

### Regionais administrativas de Belo Horizonte
Em conformidade com a lei municipal 10.231.